# ساختمان بانک ملی (تبریز)
ساختمان بانک ملی مربوط به دوره پهلوی است و در شهرستان تبریز، بخش مرکزی، خیابان جمهوری اسلامی واقع شده و این اثر در تاریخ ۱۶ شهریور ۱۳۹۱ با شمارهٔ ثبت ۳۰۹۰۹ به‌عنوان یکی از آثار ملی ایران به ثبت رسیده است.